# Per Persson (bonadsmålare)
För dalmålaren se Larshans Per Persson.
Per Persson även känd som Per i Lyshult, född omkring 1738, död 1826, var en svensk bonadsmålare.
Persson var verksam i Vrå socken, Kronobergs län. Enligt traditionen började han måla under nödåret 1758 för att skaffa sig en extra inkomst. Han lär ha haft sju barn som alla lärdes upp till bonadsmålare varav Nils Person blev den mest framgångsrika. Persson grundade en veritabel målarsläkt och 1874 fanns det sex barnbarn till honom som var bonadsmålare, bland dessa var Sven Nilsson. Persson räknas som den förste kände av Sunnerbomålarna. 